# Projet pour la tauromachie de Pepe Hillo
Projet pour la tauromachie de Pepe Hillo est une suite 8 planches comprenant des dessins préparatoires, des pointes sèches et des burins réalisés en 1951 par Jean-Marie Granier à l'époque où le jeune graveur s'était vu offrir un séjour de deux ans à la  Casa de Velázquez, Madrid, en Espagne.

## Contexte
L'artiste avait l'intention d'illustrer le premier traité de tauromachie complet rédigé par Pepe Hillo : La Tauromaquia o el arte de torear de pié y a caballo qui fera longtemps référence et qui annonce déjà les prémices de la tauromachie moderne.
À l'instar de ses illustres prédécesseurs Francisco de Goya et Gustave Doré, le jeune artiste, qui en est à ses premiers essais, réalise des dessins préparatoires dans le but de graver au burin une suite de dix petites plaques qui iront illustrer le traité de tauromachie de Pepe Hillo. Il décalque légèrement à la pointe sèche sur le cuivre, reprend deux dessins au burin sur le trait de la pointe sèche. Mais l'opération est un échec. Et il abandonne le tout qu'il reprendra 29 ans après, alors qu'il est revenu en France.

## Description
L'artiste s'est surtout attaché aux passes de cape, dont les mouvements tourbillonnants sont les plus spectaculaires. Plus tard, entre 1978 et 1980, interrogé sur l'élaboration, le but de sa recherche, Jean-Marie Granier déclare que le thème de la corrida lui permettait de résoudre les problèmes majeurs de sa recherche : la traduction du mouvement, du temps, de l'espace et de la dynamique du mouvement « J'ai compris très rapidement en Espagne que la notion de mouvement, donc la notion d'itinéraire et de parcours, est la chose la plus importante. » C'est ce thème qui va provoquer une évolution formelle et technique de toute son œuvre, bien qu'il l'abandonne à son retour en France.
Sur les 8 pointes sèches, deux ont été reprises au burin sur cuivre et tous les états ont été imprimés  le 4 mai 1980 à Caveirac sur Vélin d'Arches. Il n'y avait pas eu de tirages en 1951.
Ces œuvres figurent au catalogue de la rétrospective 1983-1984 de l'œuvre complet de Jean-Marie Granier au Musée des beaux-arts de Nîmes.